# Evangelios canónicos

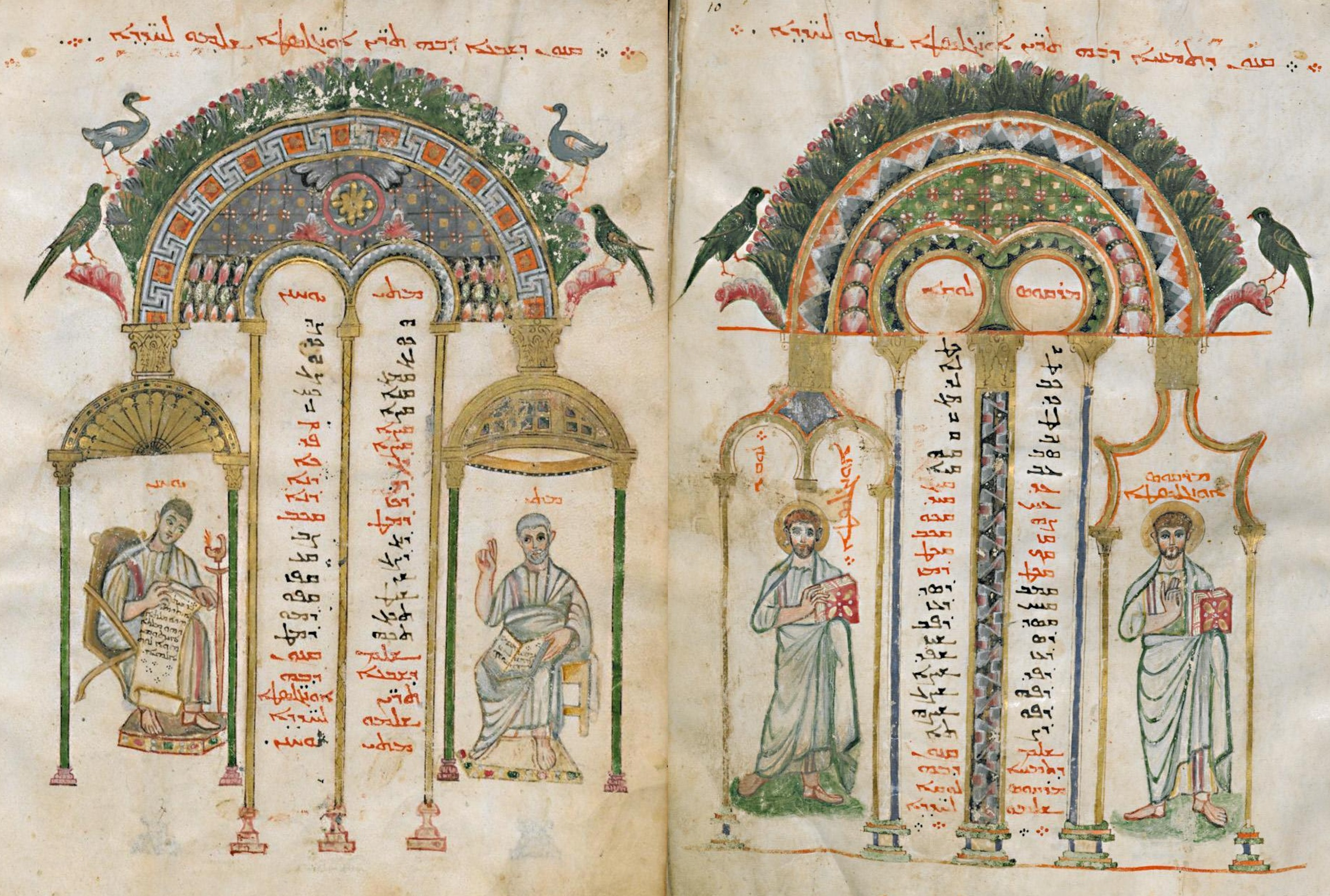
Tablas canónicas del Evangeliario de Rábula con retratos de los Cuatro Evangelistas, de izquierda a derecha: Juan, Mateo, Lucas y Marcos.

Se denominan evangelios canónicos aquellos escritos neotestamentarios de carácter evangélico, redactados probablemente en el siglo I (algunos autores los datan como anteriores al año 70) y admitidos en el canon o lista de libros aceptados por la Iglesia cristiana en general.
Los evangelios canónicos abarcan los tres evangelios sinópticos (Evangelio de Marcos, Evangelio de Mateo, Evangelio de Lucas), y el Evangelio de Juan, también conocido como el cuarto evangelio. Los evangelios canónicos se distinguen así de los evangelios apócrifos, unas 70 obras que han llegado hasta nosotros completas o fragmentadas, y cuya composición no fue considerada por la Iglesia como inspirada por Dios.

## Historia
No hay unanimidad acerca del momento en que estos evangelios se convirtieron en canónicos. La historia de la formación de esta «lista» se remonta aproximadamente al año 110, época de composición de un escrito judeocristiano primitivo conocido como Didaché o Doctrina de los doce apóstoles, que ya parece hacer referencia al Evangelio de Mateo. Otros testimonios, como el Fragmento Muratoriano (hacia 170) o la obra Adversus haereses de Ireneo de Lyon (hacia 185), parecen indicar que entre el 150 y 200 existía ya cierta unanimidad sobre la inclusión en el canon de los cuatro evangelios mencionados. Su confirmación definitiva como canónicos, sin embargo, con la exclusión de los manuscritos conocidos como evangelios apócrifos, no se produjo hasta finales del siglo IV. La lista oficial de libros del Nuevo Testamento no se presentó con carácter dogmático hasta el Concilio de Trento (1546).